# Ервант Агатон
Ервант Агатон (вірм. Երվանդ Աղաթոն; 1860–1935), був видатним вірменським політичним діячем, агрономом, видавецем, письменником, один з членів-засновників Вірменського Загального Благодійного Союзу (AGBU). Він був син Григорія Агатон.

## Життя
Едварт народився в Константинополі в Хаскьої, навчався спочатку в місцевій початковій школі Нерсисян, потім в коледжі Нубар-Шахназарян. Потім він продовжив свою освіту в престижному коледжі Роберта. У 1877 році він був відправлений у Париж, щоб учитися в сільськогосподарському коледжі Грігнон, після закінчення школи, він повернувся в Константинополь. Після Гамідійської різні він втів з туреччини та продовжував свою вищу освіту в Парижі. Звідти він відправився в Болгарію, а потім у Єгипет, де в 1920-х роках написав кілька книг. Він писав Hayastani Verashinutyune (Відновлення Вірменії) (1924), «пожертвування і заповіти»(Укр.) (1925), «Armenia in a village of farmers exemplar program»(Англ.) (1925), "AGBU народження та історія "і т. д., а в 1931 році він опублікував свої мемуари.